# ドラゴンエイジ:インクイジション
『ドラゴンエイジ：インクイジション』(Dragon Age: Inquisition)はバイオウェアが開発し、 エレクトロニック・アーツから発売されたオープンワールドのアクションRPG。 ドラゴンエイジシリーズでは『ドラゴンエイジ:オリジンズ』『ドラゴンエイジII』に続く第3作目のタイトル。2014年11月にPlayStation 3、PlayStation 4、Xbox 360、Xbox One、Microsoft Windowsで発売された。

## 概要
『ドラゴンエイジ：インクイジション』のストーリーはプレイヤーキャラが「審問会（インクイジション）」として、セダス大陸に現れた「裂け目」と呼ばれる世界に災いをもたらす危険な魔物の出現する謎の存在を封印するために旅をする。主人公は左手に不思議な印を持っており、これにより魔物の出現する裂け目を封印する力を持つ。
『ドラゴンエイジ：インクイジション』のゲームシステムは前作を踏襲しており、典型的なアクションRPGの要素で構成されている。プレイヤーは審問会のメンバーと彼らの出会う仲間たちを操作、カスタマイズすることができる。彼らは敵を剣や魔法によって倒し、NPCと対話したりすることで、サブクエストを達成したり、メインストーリーを進行して行く。
ゲームは主人公付近の三人称視点カメラで進行するが、伝統的なRPG的な俯瞰視点カメラに切り替えることも可能。
『ドラゴンエイジII』発売後、ドラゴンエイジシリーズはアイデンティティの危機に見舞われた。結果としてバイオウェアはドラゴンエイジ第3作を第1作と第2作の要素を合わせたものとして製作しようとした。2011年に制作が開始され、2013年のE3ショーで正式に公開された。このゲームの作曲は第1作と2作に関わったイノン・ツゥールに代わり、主にトレバー・モリスによって作曲された。また、いくつかのダウンロードコンテンツがリリースされている。
本作は発売後、批評家からストーリー、声の演技、音楽、自然環境のディティール、戦闘システムなど様々な要素について称賛を受けた。また、いくつかの技術的な問題点について批判を受けた。 年末には150以上の賞を受賞し、数々のゲーム・オブ・ザ・イヤーや最優秀ロールプレイング賞などにノミネートされた。

## ゲーム内容
『ドラゴンエイジ：インクイジション』は以前の作品と同様のアクションRPGとなっている。ゲーム開始時にプレイヤーは人間、ドワーフ、エルフ、クナリ族から種族を選択する 。プレイヤーは外見や性別などをカスタマイズ可能となっている。 。戦士、魔道士、ローグから職業を選択し、特殊能力を付与することができる。そのキャラクターは後にセダスの住民から「聖人」と考えられる審問官になる。プレイヤーは審問官として、ゲーム世界の状態に変化を与える選択と決定を行う。さらに、特定の人々の行動を「判断」し、運命を決めることができる 。「セダス」は本作の舞台となる世界で、『ドラゴンエイジ：オリジンズ』の舞台「フェレルデン」を含む。

## 開発
バイオウェアは『ドラゴンエイジ：インクイジション』の開発を2011年に始めた。EAがバイオウェアに『ドラゴンエイジII』の開発を急がせたときに、『ドラゴンエイジ：インクイジション』の進行は完全に止まってしまったが、ゲームの中核となるアイデア、つまり、審問会が存在し、プレイヤーキャラクターがそのリーダーになるというアイデアは、当初は『ドラゴンエイジ:オリジンズ』の続編になる予定であった。ゲームの構想は2011年に始まり、制作は2012年に始まった。初めのうちは『ジェイド エンパイア 〜翡翠の帝国〜』（2006年）を再びとりあげるか、新規の知的財産（IP）を生み出すか、チームに選択の余地があった。しかしながら、『ドラゴンエイジ』は『ジェイド エンパイア 〜翡翠の帝国〜』より「魅力があり」、消費者に「知られている」と考え、また、新規IPを生み出すことは大きすぎる事業になると認識していたため、『ドラゴンエイジ』シリーズの新作を開発することにした。デイヴィッド・ゲイダーはリードライターとして復帰し、マイク・レイドローとマーク・ダラーはそれぞれクリエイティブ・ディレクターとエグゼクティブプロデューサーを務めた。トレバー・モリスはオリジナル・サウンドトラックを作曲し、レイニー・ショックニーは酒場の歌を作曲した。バイオウェアは2014年10月31日に『ドラゴンエイジ：インクイジション』が完成したことを確認し、販売の準備をする予定であると述べた。

### 技術
前作の『ドラゴンエイジ』ではバイオウェアのEclipseというゲームエンジンを使用したが、Eclipseはオープンワールドやマルチプレイのような機能を処理するように設計されておらず、Eclipseのレンダリングエンジンは優れた視覚表現を生み出すには力不足であった。発売元のエレクトロニック・アーツ（EA）もすべてのゲームに同じゲームエンジンを使うという将来像を持っていた。結果として、バイオウェアは同じEAの子会社のDICEに話を持ちかけ、DICEのFrostbite 3エンジンを使った。Frostbite 3は以前『バトルフィールド』シリーズを動かすために使われた。バイオウェアのチームはそれまでFrostbiteを使ってゲームを制作したことが一度もなかったため、『ブラックフット』に伴う機能を試し始めた。『ブラックフット』はマルチプレイを基にした『ドラゴンエイジ』のプロジェクトである。Frostbiteへの移行はバイオウェアにとって莫大な事業となり、機器と人手をもっとうまくやりくりするために『Exalted March』を中止しなければならなかった。『Exalted March』はもとは『ドラゴンエイジII』のために計画された最後のダウンロードコンテンツ（DLC）である。チームが『ドラゴンエイジ：インクイジション』に取り組み始めると、Frostbiteの技術的な制限のため、多くの開発トラブルに直面した。Frostbiteは当初一人称視点のゲームを作成するために設計された。Frostbiteはロールプレイングゲームによく見られる要素である統計やセーブ、会話、イベントシーンを収容できる機能がなかった。チームはこれらの機能を『ドラゴンエイジ：インクイジション』に組み入れるため、Frostbiteをアップデートしなければならなかった。また、Frostbiteは自作のキャラクターや4本足の動物を動かすことができない。多くのデザイナーがFrostbiteを使う際に苦い経験をしたと報告した。『ドラゴンエイジ：インクイジション』のデザイナーであるジョン・エプラーはバイオウェアの在職期間中で「開発ツールに伴う最悪の経験」と称した。DICEが新しい機能を組み入れ始めた際に問題はさらに悪化した。バイオウェアが取り組んだ開発用ビルドがしばしばアップデートされないことを意味し、開発用ビルドが不安定になる原因になった。アートチームはFrostbiteのアートツールを使って様々な環境を短期間に生み出すことができたため、Frostbiteはアートチームでかなり役に立った。
バイオウェアはPCやPlayStation 4、Xbox Oneで発売しようと考えていたが、EAはモバイルゲームの人気がゲーム機の売り上げを妨げることを心配し、バイオウェアにPlayStation 3やXbox 360を含む古いハードウェアで発売させることにした。これらの古いゲーム機の技術的な制限は多くの開発上の難題を生み出した。レイドローとダラーは5つのプラットフォームでゲームを安定させたいと考えたため、より進歩したプラットフォームを動かすたくさんの機能は取り除かなければならなかった。レイドローとダラーはこれらの機能をPAX Prime 2013のゲームデモで示した。デモでは破壊可能な環境やプレイヤーに審問会の要塞の周りにいる兵力を維持する仕事を課すウォーシミュレーションシステムが含まれている。これらの機能は「具体化され、十分に検証されておらず」、ゲームプレイの流れを妨げるかもしれないため取り除かれるとレイドローは述べた。記者のジェイソン・シュライアーによる書籍『血と汗とピクセル - 大ヒットゲーム開発者たちの激戦記』において、レイドローとダラーはPAX Primeのデモのゲームプレイが本物ではなく、デモの唯一の目的は『ドラゴンエイジII』の期待以下の評価を考慮して制作過程の透明性を示すことであったと認めた。
ゲーム開発の結果生じた技術的な難題により計画が遅れることになった。アートディレクターのマシュー・ゴールドマンは開発について「要するに、存在しない開発ツールを使って、新しいゲーム機や、新しいゲームエンジン、新しいゲームプレイを処理し、これまで作った中で一番広大なゲームを作り、それをこれまでより高い基準に作り上げなければならなかった」と述べた。『ドラゴンエイジ：インクイジション』は開発のうち最初の数年間はプレイできる状態ではなかった。後にダラーは開発トラブルのため、バイオウェアがマルチプレイなど、ゲームに組み入れる機能を増やすという条件で、EAにゲームを1年間遅らせるよう依頼した。バイオウェアとDICEが何とかうまく協力した結果、2014年には開発が早く進んだため、トラブルは開発の後期には軽減された。しかしながら、ゲームは2014年の後半に発売しなければならなかったため、チームには開発に必要な時間がなかった。『ドラゴンエイジII』が不発であったとみなされたため、『ドラゴンエイジ：インクイジション』は離れていったファンを取り戻すために成功させなければならなかった。チームは2014年の後半にやむなく大規模なクランチ（徹夜を含む過酷な長時間労働）を行った。

### ゲームプレイ
『ドラゴンエイジII』はすべての舞台をカークウォールの都市国家に置いていたため、環境の再利用に対して多くの批判を受けた。この問題に対処するため、バイオウェアの経営陣は『ドラゴンエイジ：インクイジション』をより広い環境にすることを決定した。また、バイオウェアはチームが「積極的に注目して」いる『The Elder Scrolls V: Skyrim』のようなゲームが『ドラゴンエイジ：インクイジション』に影響を与えるだろうと述べた。さらに、ダラーは『バルダーズ・ゲート2』以降のバイオウェアのゲームが「ますます狭くなって」おり、『ドラゴンエイジ：インクイジション』の目標は規模と探索を復活させることであると述べた。しかしながら、『ドラゴンエイジ：インクイジション』は一つの巨大な世界ではなく、代わりに多数のハブでできた世界を特徴としている。多数の場所があることにより、チームがゲームの視覚表現に多くの変化をつけることができ、「プレイヤーが同じものを何度も繰り返し見ずに済む機会を与える」ことができるとレイドローは述べた。『スカイリム』のオープンワールドと、オープンワールドの最終的に疲弊させるような内容と比べて、ハブ型の世界は直線的な設計になった。確実にプレイヤーが本拠地に戻って、クエストの続きをするか、新しい場所を解放するかのどちらかをするように設計された。『ドラゴンエイジ：インクイジション』は広々とした空間を特徴としているが、その世界のクエストはたいていほとんどが重要でない。これは主にゲームエンジンのトラブルのせいで、チームがゲームをプレイテスト（検証）できなかったことが理由であった。チームが問題に気付いたときにはもう変更することができなかった。今だからわかることであるが、レイドローはクエストの設計が「多少中身がなく」、そのうえ、『ドラゴンエイジ：インクイジション』は完全攻略を目指すプレイヤーにとって、ストーリー展開のテンポに問題があることを認めた。
『ドラゴンエイジII』に対するプレイヤーの否定的な反応とバイオウェアのもう一つのヒット作である『マスエフェクト3』におけるエンディングについての論争のあとに、『ドラゴンエイジ：インクイジション』のチームはプレイヤーの感想を調べ、バイオウェアのフォーラムでプレイヤーがゲームで見たいものについて尋ねた。ファンから著しい反発のあった作品が2つ続いたため、チームはシリーズのファンに応えるゲームを作ろうと奮闘した。また、チームが「『ドラゴンエイジ：インクイジション』には、みんなが指をさして、「本領を発揮した。やっとこのシリーズを決定的なものにした。」と言うようなものになってほしいと考えた」とレイドローは述べた。バイオウェアの創設者であるレイ・ミュジカによると、『ドラゴンエイジ：インクイジション』は「『ドラゴンエイジ:オリジンズ』と『ドラゴンエイジII』の2つを合わせたもの」であった。戦術カメラモードや高難易度、広範囲にわたるカスタマイズシステムを復活させたことは『ドラゴンエイジII』の批判に対する率直な対応であり、『ドラゴンエイジ：インクイジション』を時間をかけて熟考する戦闘システムを持つ『ドラゴンエイジ:オリジンズ』のシステムに近づける試みであるとダラーは述べた。また、プレイヤーは審問官の種族を選ぶことができる。種族はプレイヤーがホークの生い立ちを選択できないことについて不満を述べたあとに『ドラゴンエイジ：インクイジション』に再導入された選択肢である。『ドラゴンエイジII』がコンソール（据え置き型ゲーム機）を使うプレイヤーのために妥協したという批判を受けて、PC版のユーザーインターフェースは独特でコンソール版とは異なるように設計された。

### 物語
開発チームはホークの物語が「明快さ」に欠けていて、「入り組んで」いたということを認め、それを『ドラゴンエイジII』がプレイヤーに感銘を与えなかった主な理由であると特定した。これは、物語に主要な悪役がおらず、大部分は世界の主要な出来事がホークの人生に影響を与える様子を探っているためであった。結果として、『ドラゴンエイジ：インクイジション』の物語は『ドラゴンエイジ:オリジンズ』の物語に近づき、審問官は行動を通して世界に影響を及ぼすため、ホークより積極的な主人公になった。コリーフィウスが神になろうとする計画を審問官が阻止しようとするため、重要な出来事が審問会に降りかかるが、物語ではプレイヤーが積極的に探索することや、裂け目を閉じたり、他のノンプレイヤー（操作できない）キャラクターを助けたりするような活動への参加をすることにより、審問会をセダスにおける重要な組織に変える様子にも焦点を当てる。ライティングチームは会話に関するシステムに改良を行った。追加された会話は「調査」と呼ばれる選択肢に隠されている。チームはプレイヤーが自分で物語のペースを定めることができるようにしたいと考えた。『ドラゴンエイジII』のトーンアイコンのせいで間違った選択をして混乱したと報告するプレイヤーもいたが、『ドラゴンエイジII』のトーンアイコンは『ドラゴンエイジ：インクイジション』に引き継がれた。しかしながら、チームはトーンアイコンが現れたときに選べる感情の選択肢の数を増やした。ライティングチームは物語の中で重要な出来事についてプレイヤーに対応させ、自分の気持ちを表現させることが不可欠であるという意見を持った。
『ドラゴンエイジ：インクイジション』では前作2本から多くのキャラクターが復帰した。レイドローは「感情に訴えるような効果をゲームに加えられる」キャラクターのみを選んだと述べた。チームはゲームの配役がジェンダーや種族、ゲームプレイのクラスにおいてバランスを確実にとれるように努力した。すべてのプレイヤーが死ぬ可能性のあるキャラクターを生かしているわけではないため、『ドラゴンエイジ:オリジンズ』と『ドラゴンエイジII』で死ぬ可能性のあるキャラクターは『ドラゴンエイジ：インクイジション』であまり重要でない役になった。ヴァリックは必ず『ドラゴンエイジII』で生存するため、ゲイダーはヴァリックを復帰させるのが容易である例として挙げ、ヴァリックは『ドラゴンエイジII』と『ドラゴンエイジ：インクイジション』の両方で重要な役割を果たした。また、前作のキャラクターを入れることで、プレイヤーがゲームで選択することの重要性を理解することができる。ホークは『ドラゴンエイジ：インクイジション』に復帰するが、『ドラゴンエイジ:オリジンズ』のウォーデンは声が当てられていないため登場しない。『ドラゴンエイジ：インクイジション』でウォーデンに声を当てることで、プレイヤーをウォーデンから切り離してしまうかもしれないということをチームは心配した。チームは『ドラゴンエイジ：インクイジション』がこれまでに確立した伝承から確実に逸脱しないよう、『ドラゴンエイジ』に関するすべての記事を調査するために元事件記者を雇った。チームがすべてのキャラクターの状況を把握するために社内用のウィキアが作られた。
シリーズの前作と違って、『ドラゴンエイジ：インクイジション』はより自然にコンパニオンと友人になったり、恋人になったりするためギフトシステムを取り除いた。コンパニオンが異なる方法でプレイヤーに秘密を打ち明けたり、返答したりするように、コンパニオンはゲームの出来事に反応する。好感度を得たり、取り戻したりするために、ギフトを利用することができなくなった。好感度の表示は廃止され、コンパニオンが審問官に挨拶をする様子など、微妙な手がかりに基づいて、コンパニオンがプレイヤーをどう思っているかをプレイヤーは推し量らなければならない。『ペルソナ4』や『ザ・ダークネス』、『The Last of Us』は恋愛関係に関する新しいシステムに着想をもたらした。ほぼすべてのロマンスの選択肢が両性愛である『ドラゴンエイジII』と違って、『ドラゴンエイジ：インクイジション』のロマンス可能なキャラクターは性的指向がそれぞれ異なる。例えば、ドリアン・パヴィスはバイオウェアの最初の「完全に同性愛者である」男性のコンパニオンである。

## 発売
発売元のエレクトロニック・アーツ（EA）は2012年9月に制作予定のゲームを『ドラゴンエイジIII：インクイジション』として初めて告知した。このゲームはバイオウェアのエドモントンとモントリオールのスタジオによる合作になることが明かされた。当初、2013年の後半の発売日を目標にしたが、E3 2013で2014年の後半まで延期されることが明らかになった。このゲームが『ドラゴンエイジII』の単純な続編ではなく、「『ドラゴンエイジ』シリーズの中でまったく新しい章」になったため、EAはゲームのタイトルから『III』を削除した。最初は2014年10月7日に発売を予定されていたが、チームがこのゲームに磨きをかけるため追加の時間を必要としたので、発売日は6週間延期された。エレクトロニック・アーツは『ドラゴンエイジ：インクイジション』を北米で11月18日に発売し、ヨーロッパで11月21日に発売した。2014年11月18日にエレクトロニック・アーツは「インドのコンテンツに関する法律に違反することを避ける」ため、インドでは発売しないことを告知した。EAはゲームと並行して、「ウェブ体験の手引き」である『ドラゴンエイジキープ』を公開した。『ドラゴンエイジキープ』はプレイヤーが『ドラゴンエイジ：インクイジション』を始める前にこれまでの世界の設定をカスタマイズできるようになる。『ドラゴンエイジキープ』では、プレイヤーは『Dragon Age: The Last Court』を使うことができる。『Dragon Age: The Last Court』はFailbetter Gamesにより開発された本編から派生したゲームであるが、EAは2020年後半にサービスを終了した。
バイオウェアは『ドラゴンエイジ：インクイジション』の最初の発売から約1年の間にダウンロードコンテンツ（DLC）を発売した。重要なDLCの拡張パックには『ハコンの顎（あぎと）』や『地底世界』、『招かれざる客』がある。『ハコンの顎』は過去の審問会と審問官の前任者の命運に焦点を当て、PCとXbox 360向けに2015年3月24日に発売され、PlayStation 3やPlayStation 4、Xbox 360向けに2015年5月に発売された。『ハコンの顎』はフロストバック盆地と呼ばれる新しいエリアを追加する。バイオウェアのオースティンスタジオ（『Star Wars: The Old Republic』の開発元）が『地底世界』を開発した。開発は新規事業である『Shadow Realms』が中止されたあとに始まった。『地底世界』は2015年8月11日に発売された。『地底世界』では、審問官は地底回廊へ向かう。地底回廊で頻発する地震が世界中のリリウムの取引をおびやかしており、地震はセダス全土に影響する可能性がある。最後のシングルプレイDLCである『招かれざる客』は2015年9月8日に発売され、コリーフィウス打倒から2年後を舞台にしている。『招かれざる客』では『ドラゴンエイジ：インクイジション』のエンディングについて詳細に描かれており、本編で始まった多数の物語の筋が完結した。また、2つのマルチプレイのマップと追加キャラクターがDLCの『デストラクション』と『ドラゴンスレイヤー』を通して、それぞれ2014年12月と2015年5月に追加された。このDLCは無料で入手できる。EAは『ドラゴンエイジ：インクイジション』の本編とすべての追加コンテンツをバンドル（一括収録）したGame of the Yearエディションを2015年10月6日に発売した。

## 評価

### 批評家による評価
『ドラゴンエイジ：インクイジション』はレビュー収集サイトMetacriticによると「おおむね好意的な」レビューを受けた。多くの批評家は『ドラゴンエイジ：インクイジション』を『ドラゴンエイジII』から大きく改善されたものとみなした。このことはこのシリーズを復活させる助けになった。
『Destructoid』のクリス・カーターは『ドラゴンエイジII』のテンポのよいゲームプレイと『ドラゴンエイジ:オリジンズ』のより戦術的な戦闘をうまく集約した新しい戦闘システムを評価した。『Polygon』のフィリップ・コラーも同じ意見で、『ドラゴンエイジ：インクイジション』はこのシステムで2つの世界における最適なシステムを見出したと述べた。リチャード・コベットは『Eurogamer』に寄稿し、徹底的に改善された戦闘システムは完全にうまくいったというわけではなく、同じことを繰り返す戦闘には落胆したと考えた。また、敵との遭遇で戦術的にとても面白いと思えたものは何一つなかったと述べた。『Game Informer』のジョー・ジュバは戦闘システムを「満足できる」として賞賛し、戦闘システムは敵との緊迫した遭遇の間、プレイヤーに戦闘の流れを管理する仕事を課すと感じた。しかしながら、戦術カメラモードをあてにならないと批判した。ケヴィン・ヴァノードは戦闘システムを「楽しく」、「変化に富んで」いると表現したが、戦術カメラモードの使いづらさを嘆き、戦法と戦略はほとんどの敵との遭遇で必要とされないと考えた。『GamesRadar』のマクスウェル・マギーは拡大されたカスタマイズの選択肢を称賛し、戦闘システムは明るく色彩豊かな視覚表現によりさらにその価値を引き上げられたと書いた。レビューで技術的な問題について述べた批評家もいた。
『PC Gamer』のフィル・サベージは一連の主要な戦闘を楽しみ、「それぞれの任務は明瞭で、心に残り、物語を大きく進展させている」と書いた。組織として審問会が発展していくのをゲームが示す様子を楽しんだ。カーターはコンパニオンの描写を賞賛し、ヴァリックとドリアンを挙げた。しかしながら、脚本はゲームの前半において説得力に欠け、そのうえ物語は「型どおりのファンタジー」で「『ドラゴンエイジ:オリジンズ』より繊細でない」という意見を持った。コベットは物語が退屈であると感じたが、最後には物語は勢いを増すと述べた。『ドラゴンエイジ：インクイジション』に復帰して、性格が完全に変更されたキャラクターの描写はコベットを落胆させた。ジュバは多くの重要な物語があまりうまく提示されなかったことを嘆き、「多くの決定的になるであろう出来事はまとまりがないか、あまりうまく説明されていないように感じる」と書いた。しかし、キャラクターと交流することを楽しみ、『ドラゴンエイジ:オリジンズ』と『ドラゴンエイジII』におけるプレイヤーの選択を『ドラゴンエイジ：インクイジション』に反映させたことについてバイオウェアを賞賛した。また、ヴィンス・インジェニートは『IGN』に寄稿し、本筋を批判し、本筋を「いらいらするほど曖昧である」と考え、「ドラゴンエイジシリーズの心と哀愁に欠ける」と述べた。コベットは選択に期待したほど影響力がないことに落胆した一方、『Joystiq』のアレクサンダー・スリヴィンスキーは多くの選択が重要で、そのうえ選択は即時的な影響と長期の影響を及ぼすと書いた。また、サベージは一連の主要な戦闘は「世界を変えるような難しい決断」で満たされていると書いた。ヴァノードは配役を評価し、パーティメンバーの会話を聞くのを楽しみ、会話を「『ドラゴンエイジ：インクイジション』の見どころのひとつ」と考えた。マギーはキャラクターを「多岐にわたり」、「興味深い」と表現したが、初めてこのシリーズをプレイする人は主に膨大な伝承におそらく困惑するかもしれないと書いた。ゲームの伝承は世界にばらまかれたコーデックスを通して語られる。『Eurogamer』のロバート・パーチーズはゲームのメニューで世界とキャラクターを描写するために使われるタロットカードを賞賛した。タロットカードはプレイヤーがキャラクターと交流する態度に基づいて変化する。セダスは現実感を与えられた世界であることについて頻繁に強調された。批評家は審問官が政治に巻き込まれるようになる様子をこのゲームにおける傑出した要素のひとつであるとみなした。戦略テーブルの任務が世界と世界に居住する様々なグループや派閥をさらに探求することをコラーは指摘した。
カーターは世界を「巨大である」と考え、映像技術についてFrostbiteを賞賛した。また、ゲームに任意のダンジョンとボスを入れたことやそれによりハブ型の世界を探索することを価値のある体験にしたことを評価した。ジュバは広大なオープンワールドを評価し、オープンワールドを「『ドラゴンエイジ：インクイジション』が『ドラゴンエイジ』のファンに提示する最大で最善の驚き」であると考えた。また、ヴァノードは「出かけることがとても楽しい」と述べたが、生産素材を集めることはゲームのテンポを妨げると感じた。サベージは広大なオープンワールドを楽しんだが、『ドラゴンエイジ：インクイジション』の広いエリアは主に手つかずの自然を舞台にしており、十分に密集していないため、『ドラゴンエイジII』におけるカークウォールのような「本物の、活気のある都市」がなかったことに落胆した。コベットは広いエリアを入れたことを賞賛し、それはこのゲームに対するバイオウェアの野心と規模を反映していると考えた。しかし、任務の設計に落胆を表明し、そのことを「MMO型のクエスト」と表現した。多くの批評家はゲームのサイドクエストが勢力に結びつく様子を評価した。豊富な内容は広く賞賛されたが、『Kotaku』のパトリシア・ヘルナンデスは間を埋めるための、あまり意味がないか、あまり面白くない内容が多く、「表面的なものが過剰に」あると述べた。ヘルナンデスはプレイヤーにゲームの初めに訪れる区域であるヒンターランド地方をできるだけすぐに離れるよう強く勧めた。

### 売上
『ドラゴンエイジ：インクイジション』は発売第一週にUKにおいて初登場で5位になった。市場調査会社であるChart-Trackによると、発売週に2011年の『ドラゴンエイジII』とほぼ同じくらいの枚数を売り上げた。エレクトロニック・アーツの2015年会計年度第3四半期の収益報告によると、『ドラゴンエイジ：インクイジション』は売上本数に基づくと、バイオウェアの歴史において最も成功した売り上げになる。

### 表彰
主要なイベントと式典で複数の賞を受賞したことのほかに、『ドラゴンエイジ：インクイジション』は『IGN』や『Ars Technica』、『Game Informer』、『Polygon』、『Electronic Gaming Monthly』により2014年のGame of the Yearとして選ばれた。
| 年                                      | 賞                                                            | 項目                   | 結果       | 出典   |
| --------------------------------------- | ------------------------------------------------------------- | ---------------------- | ---------- | ------ |
| 2014                                    | Game Critics Awards Best of E3 2014                           | Best PC Game           | ノミネート | [ 67 ] |
| 2014                                    | Game Critics Awards Best of E3 2014                           | Best RPG               | 受賞       | [ 67 ] |
| 2014                                    | 第32回ゴールデンジョイスティックアワード                      | Most Wanted Award      | ノミネート | [ 68 ] |
| 2014                                    | The Game Awards 2014                                          | Best Role Playing Game | 受賞       | [ 69 ] |
| 2014                                    | The Game Awards 2014                                          | Game of the Year       | 受賞       | [ 69 ] |
| 2015                                    |                                                               |                        |            |        |
| 18th D.I.C.E. Awards                    | Game of the Year                                              | 受賞                   | [ 70 ]     |        |
| 18th D.I.C.E. Awards                    | Role-Playing/Massively Multiplayer Game of the Year           | 受賞                   | [ 70 ]     |        |
| 15th Game Developers Choice Awards      | Best Design                                                   | ノミネート             | [ 71 ]     |        |
| 11th British Academy Video Games Awards | Best Game                                                     | ノミネート             | [ 72 ]     |        |
| 2015 SXSWゲーム賞                       | Game of the Year                                              | 受賞                   | [ 73 ]     |        |
| 2015 SXSWゲーム賞                       | Excellence in Gameplay                                        | ノミネート             | [ 73 ]     |        |
| 2015 SXSWゲーム賞                       | Excellence in Technical Achievement                           | ノミネート             | [ 73 ]     |        |
| 2015 SXSWゲーム賞                       | Excellence in Narrative                                       | ノミネート             | [ 73 ]     |        |
| 2015 SXSWゲーム賞                       | Excellence in Design and Direction                            | ノミネート             | [ 73 ]     |        |
| 2014 NAVGTR awards                      | Game of the Year                                              | 受賞                   | [ 74 ]     |        |
| 2014 NAVGTR awards                      | Art Direction, Fantasy                                        | 受賞                   | [ 74 ]     |        |
| 2014 NAVGTR awards                      | Costume Design                                                | 受賞                   | [ 74 ]     |        |
| 2014 NAVGTR awards                      | Direction in a Game Camera                                    | ノミネート             | [ 74 ]     |        |
| 2014 NAVGTR awards                      | Game Design, Franchise                                        | 受賞                   | [ 74 ]     |        |
| 2014 NAVGTR awards                      | Performance in a Drama, Supporting (Corinne Kempa as Leliana) | ノミネート             | [ 74 ]     |        |
| 2014 NAVGTR awards                      | Song, Original or Adapted (The Dawn will Come)                | ノミネート             | [ 74 ]     |        |
| 2014 NAVGTR awards                      | Sound Editing in Game Cinema                                  | 受賞                   | [ 74 ]     |        |
| 2014 NAVGTR awards                      | Use of Sound, Franchise                                       | ノミネート             | [ 74 ]     |        |
| 2014 NAVGTR awards                      | Writing in a Drama                                            | ノミネート             | [ 74 ]     |        |
| 2014 NAVGTR awards                      | Game, Franchise Role-playing                                  | ノミネート             | [ 74 ]     |        |
| 26th Annual GLAADメディア賞             | Special Recognition Award                                     | 受賞                   | [ 75 ]     |        |